# Castelldans
Castelldans è un comune spagnolo di 939 abitanti situato nella comunità autonoma della Catalogna, nella provincia di Lleida.